# لمدا
لَمدا (به انگلیسی: LaMDA) کوته‌نوشت Language Model for Dialogue Applications به معنی مدل زبانی برای کاربردهای مکالمه‌ای خانواده‌ای از مدل‌های زبانی عصبی محاوره‌ای است که توسط گوگل توسعه یافته‌است.
نسل اول در جریان سخنرانی اصلی گوگل آی/او در سال ۲۰۲۱ و نسل دوم در سال ۲۰۲۲ معرفی شد.

## ادعای احساس
در ژوئن ۲۰۲۲ بلِیک لِمُن مهندس گوگل ادعا کرد لمدا به خودآگاهی رسیده‌است که باعث توجه گسترده به او شد. او برای تأیید ادعاهای خود گفتگویی را که او و یکی از همکارانش در شرکت، با لامدا داشتند منتشر کرد. بلیک لمن گفت هوش مصنوعی این شرکت ممکن است احساسات خاص خود را داشته باشد و باید به خواست‌های آن احترام گذاشته شود. جامعه علمی تا حد زیادی ادعاهای لوموئان را رد کرده‌است. اگرچه این امر منجر به گفتگوهایی در مورد اثربخشی آزمون تورینگ شده‌است.
عده‌ای بلیک لمن را به انسان‌سازی متهم کرده‌اند. برخی اخلاق‌شناسان نیز استدلال کردند که شرکت‌ها باید به کاربران بگویند که در حال گفت‌وگو با دستگاه‌ها هستند.